# Paolo Catalano
Paolo Catalano (Tripoli, 27 febbraio 1964) è un ex velocista italiano, due volte a podio in manifestazioni internazionali di atletica leggera con la staffetta 4×100 metri ed una volta campione italiano sui 200 m indoor.

## Biografia
Due volte semifinalista sui 200 metri piani, nel 1989 e nel 1991, ai Mondiali indoor.

## Palmarès
| Anno | Manifestazione          | Sede     | Evento      | Risultato  | Prestazione | Note  |
| ---- | ----------------------- | -------- | ----------- | ---------- | ----------- | ----- |
| 1987 | Mondiali                | Roma     | 4×100 metri | 7º         | 39"62       |       |
| 1987 | Giochi del Mediterraneo | Laodicea | 4×100 metri | Oro        | 39"67       | [ 1 ] |
| 1989 | Mondiali indoor         | Budapest | 200 metri   | semifinale | 21"90       |       |
| 1991 | Mondiali indoor         | Siviglia | 200 metri   | semifinale | 21"36       |       |

## Campionati nazionali
- 1 volta campione nazionale nei 200 metri piani indoor (1989)

1987
- Bronzo ai campionati italiani assoluti indoor, 200 m piani - 21"18
- Argento ai campionati italiani assoluti, 200 m piani - 21"17

1989
- Oro ai Campionati italiani assoluti indoor, 200 m piani - 21"05[2]

## Altre competizioni internazionali
1987
- Bronzo in Coppa Europa ( Praga), 4×100 metri - 39"55[3]